# Dafina Memedov
Dafina Memedov (ur. 21 lutego 1990 w Szwecji lub w Kosowie) – szwedzka piłkarka pochodzenia kosowskiego, w latach 2011-2017 reprezentantka Albanii.